# Меден кладенец
Меден кладенец е село в Югоизточна България. То се намира в община Тунджа, област Ямбол.

## География
Село Меден кладенец се намира на 25 км югозападно от гр. Ямбол. Разположено е върху слабо хълмиста местност, в южния край на Светиилийските възвишения, между селата Ботево и Скалица. През него минава пътят, който води към ТЕЦ „Марица Изток“ 2, както и път за други две села – Савино и Межда.
Разделено е условно на три махали – Бежанската махала – в северозападната част на селото, населена с потомци на бежанци от Одринска и Беломорска Тракия, Дрипчевската махала – в югозападната част на селото, наречена на името на преселници от село Дрипчево и Кьор-Стоевата махала – в източната част, където е бил кладенецът, донесъл името на селото.

## История
Днешното име на селото идва от една история за турчин, който щял да жени дъщеря си. Тъй като бил много богат, ден преди сватбата турчинът пуснал в кладенец, намиращ се в близост до самото село медни кошери, като целял от този кладенец да потече медена вода. И тъй като историята се е развила по османско време, името на селото е било дадено на турски език „балъ“, което в превод на български език означава „меден“ и „бунар“, което значи „кладенец“. След освобождението на България от османско владичество селото е запазило значението на името си само, че е преведено на български. И до днес то носи името Меден кладенец. На центъра на самото село се намира паметник на загинали войници от селото, пролели кръвта си в сражението при река Драва, където е взел участие и Петър Господинов Димчев.

## Личности
Родени в Меден кладенец
- Митко Стоев (р. 1926), български офицер, генерал-майор от Държавна сигурност